# Симметрическая область

Единичный круг на плоскости: тип I при при ; тип II при ; тип III при ; тип IV при

Симметри́ческая о́бласть — ограниченная, или хотя бы изоморфная ограниченной, область в комплексном пространстве, каждой точке которой соответствует обратное самому себе аналитическое отображение области, для которого эта точка единственная неподвижная. Формальное определение симметрической области дано ниже.
Синонимы: ограниченная симметрическая область; классическая область.
Это определение обобщается на комплексное многообразие следующим образом.
Симметрическая область — комплексное многообразие, изоморфное ограниченной симметрической области комплексного пространства.
Всего существует четыре бесконечные серии неприводимых симметрических областей, которые привязаны к классическим простым группам Ли, а также две особые (исключительные) области комплексных размерностей 16 и 27.
Все неприводимые области топологически, но не аналитически, эквивалентны комплексному пространству соответствующей размерности.
Несимметрических областей в некотором смысле больше, чем симметрических.

## Формальное определение
Симметри́ческая о́бласть — ограниченная, или хотя бы изоморфная ограниченной, область в {\displaystyle n}-мерном комплексном пространств {\displaystyle \mathbb {C} ^{n}}, каждой точке {\displaystyle z_{0}\in D} которого в области {\displaystyle D} соответствует голоморфный автоморфизм {\displaystyle \varphi (z)\colon \,D\to D} со следующими двумя свойствами:
- {\displaystyle \varphi (z)=z} только при {\displaystyle z=z_{0}} (единственность неподвижной точки {\displaystyle z_{0}});
- {\displaystyle \varphi ^{2}(z)=z} при любом {\displaystyle z\in D} (инволютивность автоморфизма {\displaystyle \varphi (z)}).

Замечание. Условие единственности неподвижной точки можно заменить на более слабое условие её изолированности.
Это определение обобщается на комплексное многообразие следующим образом.
Симметри́ческая о́бласть — комплексное многообразие, изоморфное симметрической области комплесного пространства.

## Краткая историческая справка
В 1935 году французский математик Эли Картан обнаружил все ограниченные однородные области в комплексном пространстве размерности 2 и 3. Как выяснилось, все они симметрические. В 1936 году Эли Картан также доказал, что все симметрические области однородны.
Но в четырёхмерном комплексном пространстве Эли Картан не смог описать все ограниченные однородные области. Тем не менее он сумел отыскать все ограниченные симметрические области и поставил следующий вопрос: существуют ли ограниченные однородные несимметрические области?
В 1954 году швейцарский математик Арман Борель и в 1955 году французский математик Жан-Луи Кошуль доказали, что любая ограниченная однородная область симметрическая, если в ней транзитивно действует полупростая группа Ли. В 1957 году этот результат был усилен Хано, показавшим, что любая ограниченная область симметрическая, если в ней транзитивно действует унимодулярная группа Ли.
В 1959 году советским, израильским и американским математиком И. И. Пятецким-Шапиро был обнаружен первый пример ограниченной однородной несимметрической области. Выяснилось, что несимметрические области существуют для всех размерностей, начиная с четырёх. Кроме того, он построил полную классификацию ограниченных однородных областей.

## Свойства симметрической области
Симметрическая область однородна.
Симметрическая область — это эрмитово симметрическое пространство с отрицательной кривизной в метрике Бергмана.
Как комплексное многообразие симметрическая область {\displaystyle D} имеет группу автоморфизмов — подгруппу группы движений комплексного пространства, причём связная компонента {\displaystyle G(D)} этой группы:
- есть некомпактная[англ.] вещественная полупростая группа Ли без центра;
- имеет стационарную подгруппу {\displaystyle H(D)} произвольной точки из {\displaystyle D}, причём {\displaystyle H(D)} есть связная компактная группа Ли с одномерным центром.

Как вещественное многообразие симметрическая область комплексной размерности {\displaystyle n} диффеоморфна вещественному пространству размерности {\displaystyle 2n}.

## Таблица неприводимых симметрических областей
Любая симметрическая область однозначно представима как прямое произведение неприводимых симметрических областей, ограниченные представители которых перечислены в таблице ниже со следующими обозначениями:
- I—VI — тип неприводимой симметрической области {\displaystyle D} по Э. Картану;
- {\displaystyle G(D)} — связная компонента группы автоморфизмов области {\displaystyle D}:
- {\displaystyle H(D)} — стационарная подгруппа произвольной точки области {\displaystyle D}:
- {\displaystyle A_{n}}, {\displaystyle B_{n}}, {\displaystyle C_{n}}, {\displaystyle D_{n}} — четыре бесконечных семейства простых алгебр Ли;
- {\displaystyle E_{6}}, {\displaystyle E_{7}} — особые случаи простых алгебр Ли;
- {\displaystyle \operatorname {dim} D} — размерность области {\displaystyle D};
- {\displaystyle p,\,q} — натуральные числа;
- {\displaystyle M_{p,\,q}} — пространство комплексных матриц размера {\displaystyle p\times q};
- модель {\displaystyle D} — комплексное многообразие {\displaystyle D} как область матричного или точечного комплексного пространства.

| Тип {\displaystyle D} | Тип {\displaystyle G(D)}                                                | Тип {\displaystyle H(D)}                                                | {\displaystyle \operatorname {dim} D}                             | Модель {\displaystyle D} |
| --------------------- | ----------------------------------------------------------------------- | ----------------------------------------------------------------------- | ----------------------------------------------------------------- | --- |
| I                     | {\displaystyle A_{p+q-1}}                                               | {\displaystyle A_{p-1}+A_{q-1}} ({\displaystyle p\geqslant q})          | {\displaystyle pq}                                                | {\displaystyle \{\mathbf {Z} \in M_{p,\,q}\colon \,\mathbf {Z} ^{*}\mathbf {Z} ={\overline {\mathbf {Z} ^{T}{\bar {\mathbf {Z} }}}}<\mathbf {E} \}}. Эквивалентная неограниченная область                                                                      |
| II                    | {\displaystyle D_{p}}                                                   | {\displaystyle A_{p-1}}                                                 | {\displaystyle {\frac {p(p-1)}{2}}}, {\displaystyle p\geqslant 2} | {\displaystyle \{\mathbf {Z} \in M_{p,\,p}\colon \,\mathbf {Z} ^{T}=-\mathbf {Z} ,} {\displaystyle \mathbf {Z} ^{*}\mathbf {Z} =\mathbf {Z} ^{T}{\bar {\mathbf {Z} }}<\mathbf {E} \}}. Эквивалентная неограниченная область                                    |
| III                   | {\displaystyle C_{p}}                                                   | {\displaystyle A_{p-1}}                                                 | {\displaystyle {\frac {p(p+1)}{2}}}                               | {\displaystyle \{\mathbf {Z} \in M_{p,\,p}\colon \,\mathbf {Z} ^{T}=\mathbf {Z} ,} {\displaystyle \mathbf {Z} ^{*}\mathbf {Z} =\mathbf {Z} ^{T}{\bar {\mathbf {Z} }}<\mathbf {E} \}}. Эквивалентная неограниченная область                                     |
| IV                    | {\displaystyle D_{{\frac {p}{2}}+1}} {\displaystyle B_{\frac {p+1}{2}}} | {\displaystyle D_{{\frac {p}{2}}-1}} {\displaystyle B_{\frac {p-1}{2}}} | {\displaystyle p}, {\displaystyle p\neq 2}                        | {\displaystyle \left\{{\vphantom {\frac {1}{2}}}\mathbf {Z} \in \mathbb {C} ^{p}\colon \,\sum \|z_{i}\|^{2}<{}\right.} {\displaystyle \left.{}<{\frac {1}{2}}\left(1+\left\|\sum z_{i}^{2}\right\|^{2}\right)<1\right\}}. Эквивалентная неограниченная область |
| V                     | {\displaystyle E_{6}}                                                   | {\displaystyle D_{5}}                                                   | {\displaystyle 16}                                                | Эквивалентной неограниченной области нет |
| VI                    | {\displaystyle E_{7}}                                                   | {\displaystyle E_{6}}                                                   | {\displaystyle 27}                                                | Эквивалентная неограниченная область есть |

## Классификация неприводимых симметрических областей

### Предварительные соображения
Основные области односвязны и даже топологически различны как подмножества области {\displaystyle {\bar {\mathbb {C} }}}: граница замкнутой комплексной плоскости {\displaystyle {\bar {\mathbb {C} }}} пуста, граница открытой копмлексной плоскости {\displaystyle \mathbb {C} } состоит из одной точки, граница единичного круга {\displaystyle U} состоит из более чем одной точки, то есть бесконечна, поскольку область {\displaystyle U} связна по определению. Следовательно, области с пустой границей аналитически эквивалентны {\displaystyle {\bar {\mathbb {C} }}}, а с границей из одной точки аналитически эквивалентны {\displaystyle \mathbb {C} }. Одна из основных теорем комплексного анализа — теорема Римана заключается в том, что произвольная односвязная область {\displaystyle D}, граница которой состоит из более чем одной точки, аналитически эквивалентна единичному кругу {\displaystyle U}.
Следовательно, в случае одномерной комплексной плоскости {\displaystyle \mathbb {C} } любая ограниченная односвязная область {\displaystyle D} аналитически эквивалентна открытому единичному кругу {\displaystyle U}, для которого наиболее общий аналитический автоморфизм — это некоторое дробно-линейное преобразование
{\displaystyle z\to {\frac {az+b}{{\bar {b}}z+{\bar {a}}}}},
где {\displaystyle a} и {\displaystyle b} — комплексные числа, причём {\displaystyle a{\bar {a}}-b{\bar {b}}=1}. Эти преобразования образуют вещественную трёхмерную (две комплексные переменные и одно условие на них) группу Ли.
Но в случае комплексного пространства {\displaystyle \mathbb {C} ^{n}}, {\displaystyle n>1}, неизвестны необходимые и достаточные условия того, чтобы ограниченная область {\displaystyle D} имела бесконечную (или хотя бы нетривиальную) группу аналитических автоморфизмов. Однако проблема решается при следующем дополнительном предположении: на область {\displaystyle D} накладывается естественное ограничение однородности, другими словами, группа аналитических автоморфизмов транзитивна на {\displaystyle D}, то есть содержит преобразования, которые переводят любую точку {\displaystyle D} в любую другую точку.
Для случая {\displaystyle n=2} французский математик Э. Картан доказал в 1936 году, что любая ограниченная однородная область аналитически эквивалентна одной из двух следующих областей:
- единичному шару

{\displaystyle B^{2}=\{z\in \mathbb {C} ^{2}\colon |z_{1}|^{2}+|z_{2}|^{2}<1\};}
- единичному бикругу

{\displaystyle \Delta ^{2}=\{z\in \mathbb {C} ^{2}\colon |z_{1}|<1,\,|z_{2}|<1\}.}

Диаграммы шара Рейнхарта и Хартогса
Диаграмма Рейнхарта шара в {\displaystyle \mathbb {C} ^{2}}
Диаграмма Рейнхарта шара в {\displaystyle \mathbb {C} ^{3}}
Диаграмма Хартогса шара в {\displaystyle \mathbb {C} ^{2}}

Диаграммы поликруга Рейнхарта и Хартогса
Диаграмма Рейнхарта бикруга в {\displaystyle \mathbb {C} ^{2}}
Диаграмма Рейнхарта трикруга в {\displaystyle \mathbb {C} ^{3}}
Диаграмма Хартогса бикруга в {\displaystyle \mathbb {C} ^{2}}

Для случая {\displaystyle n=3} Картан предположил, что любая ограниченная однородная область аналитически эквивалентна одной из четырёх следующих областей:
1° единичному шару
{\displaystyle B^{3}=\{z\in \mathbb {C} ^{3}\colon |z_{1}|^{2}+|z_{2}|^{2}+|z_{3}|^{2}<1\};}
2° единичному трикругу
{\displaystyle \Delta ^{3}=\{z\in \mathbb {C} ^{3}\colon |z_{1}|<1,\,|z_{2}|<1,\,|z_{3}|<1\};}
3° области
{\displaystyle \{z\in \mathbb {C} ^{3}\colon |z_{1}|^{2}<1,\,|z_{2}|^{2}+|z_{3}|^{2}<1\};}
4° области
{\displaystyle \{z\in \mathbb {C} ^{3}\colon \mathbf {Z{\bar {Z}}} <\mathbf {E} \},\,} {\displaystyle \mathbf {Z} ={\begin{pmatrix}z_{1}&z_{2}\\z_{2}&z_{3}\end{pmatrix}},\,} {\displaystyle \mathbf {\bar {Z}} ={\begin{pmatrix}{\bar {z_{1}}}&{\bar {z_{2}}}\\{\bar {z_{2}}}&{\bar {z_{3}}}\end{pmatrix}},\,} {\displaystyle \mathbf {E} ={\begin{pmatrix}1&0\\0&1\end{pmatrix}}.}
Для случаев {\displaystyle n>3} Картан установил, что структура ограниченных однородных областей усложнилась, и добавил ещё одно ограничение, автоматически выполняющееся при {\displaystyle n=1,\,2,\,3,} а именно: симметричность области. Ограниченная симметрическая область всегда однородна.

Теорема 1 (о симметричности ограниченной области). Ограниченная (s¹) область комплексного пространства симметрична тогда и только тогда, когда она однородна (s²) и для каждой её точки её группа аналитических автоморфизмов включает хотя бы одну инволюцию с этой единственной неподвижной точкой (s³).
Картан классифицировал все ограниченные симметрические области. Для этой классификации достаточно двух действий:
- приводить только одну область как представителя каждого класса эквивалентных относительно биголоморфных отображений областей;
- использовать только неприводимые классы областей, то есть тех областей, которые нельзя представить как прямое произведение ограниченных симметрических областей меньшей размерности.

Для случая {\displaystyle n=1} вообще имеется только один класс, представитель которого — открытый единичный круг
{\displaystyle U=\{z\in \mathbb {C} \colon |z|<1\}}.
Для случая {\displaystyle n=2} имеется только один неприводимый класс, представитель которого — открытый единичный шар
{\displaystyle B^{2}=\{z\in \mathbb {C} ^{2}\colon |z_{1}|^{2}+|z_{2}|^{2}<1\}}.
Для случая {\displaystyle n=3} имеется только два неприводимых класса, представители которых — области 1° и 4°.
Всего существует шесть типов неприводимых областей, причём два из них особые (исключительные), то есть существуют только для одного значения комплексной размерности — для 16 и 27.

### Неприводимые симметрические области типа I
Обозначим через {\displaystyle p} и {\displaystyle q}, {\displaystyle p+q=m}, натуральные числа. Будем рассматривать группу комплексных линейных преобразований {\displaystyle m} комплексных переменных, которые не меняют эрмитову форму
{\displaystyle -|t_{1}|^{2}-\cdots -|t_{p}|^{2}+|t_{p+1}|^{2}+\cdots +|t_{m}|^{2}=(\mathbf {t} ,\,\mathbf {H} \mathbf {\bar {t}} )=\mathbf {t} ^{T}\mathbf {H} \mathbf {\bar {t}} ,}
где
{\displaystyle \mathbf {t} ={\begin{pmatrix}t_{1}\\\vdots \\t_{m}\end{pmatrix}},\quad } {\displaystyle \mathbf {t} ^{T}={\begin{pmatrix}t_{1}\cdots t_{m}\end{pmatrix}},\quad } {\displaystyle \mathbf {H} ={\begin{pmatrix}-\mathbf {E} _{p}&0\\0&\mathbf {E} _{q}\end{pmatrix}},}
{\displaystyle \mathbf {E} _{p}}, {\displaystyle \mathbf {E} _{q}} — единичные матрицы соответственно размеров {\displaystyle p} и {\displaystyle q}.
Другими словами, будем рассматривать группу комплексных линейных преобразований с квадратной матрицей {\displaystyle \mathbf {G} }, то есть группу комплексных линейных преобразований пространства {\displaystyle M_{m}} квадратных комплексных матриц размера {\displaystyle m\times m}, отвечающей равенству
{\displaystyle \mathbf {G} ^{T}\mathbf {H} \mathbf {\bar {G}} =\mathbf {H} }
и зависящей от {\displaystyle m^{2}} вещественных параметров: на {\displaystyle 2m^{2}} вещественных чисел матрицы {\displaystyle \mathbf {G} } накладываются ограничения {\displaystyle m^{2}} уравнений с этими числами.
Введём обозначения для числа строк и столбцов матрицы соответственно следующим образом:
{\displaystyle \mathbf {G} =\mathbf {G} ^{(m,\,m)}={\begin{pmatrix}\mathbf {A} ^{(p,\,p)}&\mathbf {B} ^{(p,\,q)}\\\mathbf {C} ^{(q,\,p)}&\mathbf {D} ^{(q,\,q)}\end{pmatrix}}={\begin{pmatrix}\mathbf {A} &\mathbf {B} \\\mathbf {C} &\mathbf {D} \end{pmatrix}}}.
В итоге получаем, что {\displaystyle \mathbf {G} ^{T}\mathbf {H} \mathbf {\bar {G}} =\mathbf {H} } тогда и только тогда, когда
{\displaystyle \mathbf {A} ^{T}\mathbf {\bar {A}} -\mathbf {C} ^{T}\mathbf {\bar {C}} =\mathbf {E} _{p},\,\,} {\displaystyle \mathbf {D} ^{T}\mathbf {\bar {D}} -\mathbf {B} ^{T}\mathbf {\bar {B}} =\mathbf {E} _{q},\,\,} {\displaystyle \mathbf {A} ^{T}\mathbf {\bar {B}} =\mathbf {C} ^{T}\mathbf {\bar {D}} }.
Рассмотрим теперь произвольную матрицу из {\displaystyle m} строк и {\displaystyle q} столбцов
{\displaystyle \mathbf {U} ={\begin{pmatrix}\mathbf {V} ^{(p,\,q)}\\\mathbf {W} ^{(q,\,q)}\end{pmatrix}}={\begin{pmatrix}\mathbf {V} \\\mathbf {W} \end{pmatrix}}}
такую, что квадратная матрица размера {\displaystyle q} {\displaystyle \mathbf {U} ^{T}\mathbf {H} \mathbf {\bar {U}} >0}, то есть все элементы матрицы больше нуля. Другими словами, {\displaystyle \mathbf {V} ^{(p,\,q)}} — произвольная матрица, а {\displaystyle \mathbf {W} ^{(q,\,q)}} — произвольная матрица такая, что выполняется неравенство {\displaystyle \mathbf {W} ^{T}\mathbf {\bar {W}} >\mathbf {V} ^{T}\mathbf {\bar {V}} }.

Биекция {\displaystyle \mathbf {U} \to \mathbf {GU} =\mathbf {U} _{1}} переводит множество матриц {\displaystyle \mathbf {U} } в себя в силу следующих соотношений:
{\displaystyle \mathbf {U} _{1}^{T}\mathbf {H} \mathbf {\bar {U}} _{1}=\mathbf {U} ^{T}\mathbf {G} ^{T}\mathbf {H} \mathbf {\bar {G}} \mathbf {\bar {U}} =\mathbf {U} ^{T}\mathbf {H} \mathbf {\bar {U}} >0}.

Cуществуют обратные матрицы {\displaystyle \mathbf {W} ^{-1}}, так как матрицы {\displaystyle \mathbf {W} } невырождены, поскольку в противном случае имеется ненулевой вектор {\displaystyle \mathbf {z} } размера {\displaystyle q} такой, что {\displaystyle \mathbf {Wz} =0}, что ведёт к противоречию
{\displaystyle 0=\mathbf {z} ^{T}\mathbf {W} ^{T}\mathbf {\bar {W}} \mathbf {\bar {z}} >\mathbf {z} ^{T}\mathbf {V} ^{T}\mathbf {\bar {V}} \mathbf {\bar {z}} =(\mathbf {V} \mathbf {z} )^{T}({\overline {\mathbf {V} \mathbf {z} }})=\mathbf {z} _{1}^{T}\mathbf {\bar {z}} _{1}\geqslant 0},
где {\displaystyle \mathbf {z} _{1}=\mathbf {V} \mathbf {z} } — некоторый вектор.

Предложение 1 (о существовании области {\displaystyle \mathbf {Z} ^{T}\mathbf {\bar {Z}} <\mathbf {E} }). В пространстве {\displaystyle M_{p,\,q}} комплексных матриц размера {\displaystyle p\times q} множество матриц {\displaystyle \mathbf {Z} ^{(p,\,q)}=\mathbf {V} \mathbf {W} ^{-1}} образует область {\displaystyle \mathbf {Z} ^{T}\mathbf {\bar {Z}} <\mathbf {E} }.
Доказательство. Действительно, выполняется следующая цепочка неравенств:
{\displaystyle \mathbf {U} ^{T}\mathbf {H} \mathbf {\bar {U}} >0}, или {\displaystyle \mathbf {W} ^{T}\mathbf {\bar {W}} >\mathbf {V} ^{T}\mathbf {\bar {V}} },
или {\displaystyle (\mathbf {W} ^{-1})^{T}\mathbf {W} ^{T}\mathbf {\bar {W}} {\overline {\mathbf {W} ^{-1}}}>(\mathbf {W} ^{-1})^{T}\mathbf {V} ^{T}\mathbf {\bar {V}} {\overline {\mathbf {W} ^{-1}}}},
то есть {\displaystyle \mathbf {Z} ^{T}\mathbf {\bar {Z}} <\mathbf {E} }, или {\displaystyle {\overline {\mathbf {Z} ^{T}}}\mathbf {\bar {\bar {Z}}} =\mathbf {Z} ^{*}\mathbf {Z} <\mathbf {E} }.

Предложение 2 (о выполнении условия (s¹)). Множество всех матриц {\displaystyle \mathbf {Z} ^{(p,\,q)}}, удовлетворяющих условию {\displaystyle \mathbf {Z} ^{T}\mathbf {\bar {Z}} <\mathbf {E} _{q}}, есть ограниченная область в комплексном пространстве размерности {\displaystyle pq}.
Доказательство. Для матрицы {\displaystyle \mathbf {Z} } сумма квадратов модулей всех её элементов не превосходит размерности {\displaystyle q} квадратной матрицы {\displaystyle \mathbf {Z} ^{T}\mathbf {\bar {Z}} }, поскольку каждый элемент на главной диагонали матрицы {\displaystyle \mathbf {Z} ^{T}\mathbf {\bar {Z}} }, равный сумме квадратов модулей всех {\displaystyle p} элементов соответствующей строки матрицы {\displaystyle \mathbf {Z} }, меньше 1. □

Предложение 3. Область {\displaystyle \mathbf {Z} ^{T}\mathbf {\bar {Z}} <\mathbf {E} _{q}} инвариантна относительно группы следующих дробно-линейных преобразований:
{\displaystyle \mathbf {Z} \to (\mathbf {A} \mathbf {Z} +\mathbf {B} )(\mathbf {C} \mathbf {Z} +\mathbf {D} )^{-1}},
где
{\displaystyle \mathbf {A} ^{T}\mathbf {\bar {A}} -\mathbf {C} ^{T}\mathbf {\bar {C}} =\mathbf {E} _{p},\,\,} {\displaystyle \mathbf {D} ^{T}\mathbf {\bar {D}} -\mathbf {B} ^{T}\mathbf {\bar {B}} =\mathbf {E} _{q},\,\,} {\displaystyle \mathbf {A} ^{T}\mathbf {\bar {B}} =\mathbf {C} ^{T}\mathbf {\bar {D}} .}
Доказательство. Рассмотренная выше биекция {\displaystyle \mathbf {G} ={\begin{pmatrix}\mathbf {A} &\mathbf {B} \\\mathbf {C} &\mathbf {D} \end{pmatrix}}},
{\displaystyle \mathbf {U} ={\begin{pmatrix}\mathbf {V} ^{(p,\,q)}\\\mathbf {W} ^{(q,\,q)}\end{pmatrix}}\to \mathbf {GU} =\mathbf {U} _{1}={\begin{pmatrix}\mathbf {V} _{1}^{(p,\,q)}\\\mathbf {W} _{1}^{(q,\,q)}\end{pmatrix}}},
переходит в следующее дробно-линейное преобразование:
{\displaystyle \mathbf {Z} ^{(p,\,q)}=\mathbf {V} \mathbf {W} ^{-1}\to \mathbf {Z} _{1}^{(p,\,q)}=\mathbf {V} _{1}\mathbf {W} _{1}^{-1}=}
{\displaystyle =(\mathbf {A} \mathbf {V} +\mathbf {B} \mathbf {W} )(\mathbf {C} \mathbf {V} +\mathbf {D} \mathbf {W} )^{-1}=(\mathbf {A} \mathbf {Z} +\mathbf {B} )(\mathbf {C} \mathbf {Z} +\mathbf {D} )^{-1}}. □

Предложение 4. Группа дробно-линейных преобразований
{\displaystyle \mathbf {Z} \to (\mathbf {A} \mathbf {Z} +\mathbf {B} )(\mathbf {C} \mathbf {Z} +\mathbf {D} )^{-1}}
зависит от {\displaystyle m^{2}-1} вещественных параметров.
Доказательство. При переходе в доказательстве предложения 2 от группы матриц {\displaystyle \mathbf {G} } к группе дробно-линейных преобразований не учтён один вещественный параметр, ведь если {\displaystyle \eta } — комплексное число, по модулю равное 1, {\displaystyle \eta =e^{i\varphi }}, {\displaystyle \varphi \in \mathbb {R} }, то два преобразования
{\displaystyle \mathbf {Z} \to (\mathbf {A} \mathbf {Z} +\mathbf {B} )(\mathbf {C} \mathbf {Z} +\mathbf {D} )^{-1},\,\,} {\displaystyle \mathbf {Z} \to (\eta \mathbf {A} \mathbf {Z} +\eta \mathbf {B} )(\eta \mathbf {C} \mathbf {Z} +\eta \mathbf {D} )^{-1}}
совпадают. Другими словами, однопараметрическая подгруппа, образованная матрицами {\displaystyle \mathbf {G} } вида {\displaystyle \eta \mathbf {E} _{m}}, где {\displaystyle |\eta |=1}, переходит в тождественное отображение, и эта однопараметрическая подгруппа есть полный прообраз этого тождественного преобразования. □
Предложение 5 (о выполнении условия (s²)). Группа дробно-линейных преобразований
{\displaystyle \mathbf {Z} \to (\mathbf {A} \mathbf {Z} +\mathbf {B} )(\mathbf {C} \mathbf {Z} +\mathbf {D} )^{-1}}
транзитивна в области
{\displaystyle \mathbf {Z} ^{T}\mathbf {\bar {Z}} <\mathbf {E} _{q}},
то есть эта область однородна.
Предложение 6. Группа дробно-линейных преобразований
{\displaystyle \mathbf {Z} \to (\mathbf {A} \mathbf {Z} +\mathbf {B} )(\mathbf {C} \mathbf {Z} +\mathbf {D} )^{-1}}
включает преобразование
{\displaystyle \mathbf {Z} \to e^{i\theta }\mathbf {Z} },
получаемое, когда
{\displaystyle \mathbf {A} =e^{i\theta }\eta \mathbf {E} _{p},\,\,} {\displaystyle \mathbf {B} =\mathbf {C} =0,\,\,}{\displaystyle \mathbf {D} =\eta \mathbf {E} _{q},}
где {\displaystyle \theta \in \mathbb {R} }, {\displaystyle |\eta |=1}.
Следствие 1 (о выполнении условия (s³). Эта группа дробно-линейных преобразований включает преобразование {\displaystyle \mathbf {Z} \to -\mathbf {Z} } — инволюцию с единственной неподвижной матрицей {\displaystyle \mathbf {Z} =\mathbf {0} }.
В случае {\displaystyle q=1} получается следующий единичный шар в {\displaystyle p}-мерном комплексном пространстве:
{\displaystyle B^{p}=\{z\in \mathbb {C} ^{p}\colon |z_{1}|^{2}+|z_{2}|^{2}+\cdots +|z_{p}|^{2}<1\}}.
Предложение 7. Группа дробно-линейных преобразований
{\displaystyle \mathbf {Z} \to (\mathbf {A} \mathbf {Z} +\mathbf {B} )(\mathbf {C} \mathbf {Z} +\mathbf {D} )^{-1}}
есть полная группа голоморфных автоморфизмов области {\displaystyle \mathbf {Z} ^{T}\mathbf {\bar {Z}} <\mathbf {E} _{q}}.
Предложение 8. При перемене местами {\displaystyle p} и {\displaystyle q} опять будут те же самые область и группа.

### Неприводимые симметрические области типа II
В обозначениях описания области типа I пусть {\displaystyle p=q\geqslant 2} и введём подгруппу той группы комплексных линейных преобразований {\displaystyle m} комплексных переменных, которая использовалась при описании области типа I, а именно: пусть линейные преобразования не меняют не только эрмитову форму
{\displaystyle -|t_{1}|^{2}-\cdots -|t_{p}|^{2}+|t_{p+1}|^{2}+\cdots +|t_{2p}|^{2}=(\mathbf {t} ,\,\mathbf {H} \mathbf {\bar {t}} )=\mathbf {t} ^{T}\mathbf {H} \mathbf {\bar {t}} ,}
где
{\displaystyle \mathbf {t} ={\begin{pmatrix}t_{1}\\\vdots \\t_{2p}\end{pmatrix}},\quad } {\displaystyle \mathbf {t} ^{T}={\begin{pmatrix}t_{1}\cdots t_{2p}\end{pmatrix}},\quad } {\displaystyle \mathbf {H} ={\begin{pmatrix}-\mathbf {E} _{p}&0\\0&\mathbf {E} _{p}\end{pmatrix}},}
{\displaystyle \mathbf {E} _{p}} — единичная матрица размера {\displaystyle p},
но линейные преобразования также не меняют следующую квадратичную форму:
{\displaystyle 2t_{1}t_{p+1}+2t_{2}t_{p+2}+\cdots +2t_{p}t_{2p}=(\mathbf {t} ,\,\mathbf {K} \mathbf {t} )=\mathbf {t} ^{T}\mathbf {K} \mathbf {t} ,}
где
{\displaystyle \mathbf {K} ={\begin{pmatrix}0&\mathbf {E} _{p}\\\mathbf {E} _{p}&0\end{pmatrix}}}.
Другими словами, будем рассматривать группу комплексных линейных преобразований с квадратной матрицей {\displaystyle \mathbf {G} }, то есть группу комплексных линейных преобразований пространства {\displaystyle M_{2p}} квадратных комплексных матриц размера {\displaystyle (2p)\times (2p)}, отвечающей следующим двум равенствам:
{\displaystyle \mathbf {G} ^{T}\mathbf {H} \mathbf {\bar {G}} =\mathbf {H} }, {\displaystyle \quad \mathbf {G} ^{T}\mathbf {K} \mathbf {G} =\mathbf {K} }.

Предложение 1. Условия
{\displaystyle \mathbf {G} ^{T}\mathbf {H} \mathbf {\bar {G}} =\mathbf {H} }, {\displaystyle \quad \mathbf {G} ^{T}\mathbf {K} \mathbf {G} =\mathbf {K} },
которые наложены на матрицу {\displaystyle \mathbf {G} }, эквивалентны уcловиям
{\displaystyle \mathbf {G} ^{T}\mathbf {H} \mathbf {\bar {G}} =\mathbf {H} }, {\displaystyle \quad \mathbf {J} \mathbf {\bar {G}} =\mathbf {G} \mathbf {J} },
где матрица {\displaystyle \mathbf {J} } имеет следующий вид:
{\displaystyle \mathbf {J} =\mathbf {K} ^{-1}\mathbf {H} ={\begin{pmatrix}0&\mathbf {E} _{p}\\\mathbf {E} _{p}&0\end{pmatrix}}{\begin{pmatrix}-\mathbf {E} _{p}&0\\0&\mathbf {E} _{p}\end{pmatrix}}={\begin{pmatrix}0&\mathbf {E} _{p}\\-\mathbf {E} _{p}&0\end{pmatrix}}}.
Доказательство. Из
{\displaystyle \mathbf {G} ^{T}\mathbf {H} \mathbf {\bar {G}} =\mathbf {H} } и {\displaystyle \mathbf {G} ^{T}\mathbf {K} \mathbf {G} =\mathbf {K} }
следует
{\displaystyle \mathbf {G} ^{-1}\mathbf {J} \mathbf {\bar {G}} =\mathbf {G} ^{-1}\mathbf {K} ^{-1}\mathbf {H} \mathbf {\bar {G}} =(\mathbf {G} ^{T}\mathbf {K} \mathbf {G} )^{-1}(\mathbf {G} ^{T}\mathbf {H} \mathbf {\bar {G}} )=\mathbf {K} ^{-1}\mathbf {H} =\mathbf {J} },
а из
{\displaystyle \mathbf {G} ^{T}\mathbf {H} \mathbf {\bar {G}} =\mathbf {H} } и {\displaystyle \mathbf {J} \mathbf {\bar {G}} =\mathbf {G} \mathbf {J} }
вытекает следующая цепочка равенств:
{\displaystyle \mathbf {G} ^{-1}\mathbf {K} \mathbf {G} =\mathbf {G} ^{-1}\mathbf {H} \mathbf {J} ^{-1}\mathbf {G} =(\mathbf {G} ^{T}\mathbf {H} \mathbf {\bar {G}} )(\mathbf {G} ^{-1}\mathbf {J} \mathbf {\bar {G}} )^{-1}=\mathbf {H} \mathbf {J} ^{-1}=\mathbf {K} }. □
Обозначим
{\displaystyle \mathbf {G} =\mathbf {G} ^{(p,\,p)}={\begin{pmatrix}\mathbf {A} ^{(p,\,p)}&\mathbf {B} ^{(p,\,p)}\\\mathbf {C} ^{(p,\,p)}&\mathbf {D} ^{(p,\,p)}\end{pmatrix}}={\begin{pmatrix}\mathbf {A} &\mathbf {B} \\\mathbf {C} &\mathbf {D} \end{pmatrix}}},
тогда имеем, что условие {\displaystyle \mathbf {G} ^{T}\mathbf {H} \mathbf {\bar {G}} =\mathbf {H} } равносильно равенствам
{\displaystyle \mathbf {A} ^{T}\mathbf {\bar {A}} -\mathbf {C} ^{T}\mathbf {\bar {C}} =\mathbf {E} _{p}=\mathbf {D} ^{T}\mathbf {\bar {D}} -\mathbf {B} ^{T}\mathbf {\bar {B}} ,\,\,} {\displaystyle \mathbf {A} ^{T}\mathbf {\bar {B}} =\mathbf {C} ^{T}\mathbf {\bar {D}} },
а второе условие {\displaystyle \mathbf {J} \mathbf {\bar {G}} =\mathbf {G} \mathbf {J} } — следующим равенствам:
{\displaystyle \mathbf {B} =-\mathbf {\bar {C}} }, {\displaystyle \,\,\mathbf {D} =\mathbf {\bar {A}} }.
Отсюда находим, что соотношения
{\displaystyle \mathbf {G} ^{T}\mathbf {H} \mathbf {\bar {G}} =\mathbf {H} }, {\displaystyle \quad \mathbf {J} \mathbf {\bar {G}} =\mathbf {G} \mathbf {J} }
эквивалентны следующим:
{\displaystyle \mathbf {B} =-\mathbf {\bar {C}} }, {\displaystyle \,\,\mathbf {D} =\mathbf {\bar {A}} }, {\displaystyle \,\,\mathbf {A} ^{T}\mathbf {\bar {A}} -\mathbf {C} ^{T}\mathbf {\bar {C}} =\mathbf {E} _{p}}, {\displaystyle \,\,\mathbf {A} ^{T}\mathbf {C} =-\mathbf {C} ^{T}\mathbf {A} }.
Матрица {\displaystyle \mathbf {A} } невырождена, так как {\displaystyle \mathbf {A} ^{T}\mathbf {\bar {A}} =\mathbf {C} ^{T}\mathbf {\bar {C}} +\mathbf {E} _{p}>0}, поэтому окончательно получаем, что предыдущие условия равносильны следующим:
{\displaystyle \mathbf {B} =-\mathbf {\bar {C}} }, {\displaystyle \,\,\mathbf {D} =\mathbf {\bar {A}} }, {\displaystyle \,\,\mathbf {E} _{p}-(\mathbf {C} \mathbf {A} ^{-1})^{T}({\overline {\mathbf {C} \mathbf {A} ^{-1}}})=(\mathbf {A} ^{-1})^{T}({\overline {\mathbf {A} ^{-1}}})},
{\displaystyle \,\,\mathbf {C} \mathbf {A} ^{-1}=-(\mathbf {C} \mathbf {A} ^{-1})^{T}}.

Предложение 2. Количество вещественных параметров группы, образованной матрицами {\displaystyle \mathbf {G} }, равно следующей величине:
{\displaystyle p^{2}+p(p-1)=p(2p-1)}.
Доказательство. Наиболее общая матрица {\displaystyle \mathbf {G} } конструируется следующим алгоритмом:
- фиксируем произвольную кососимметричную матрицу {\displaystyle \mathbf {T} ^{(p,\,p)}}, {\displaystyle \mathbf {T} ^{T}=-\mathbf {T} }, с условием {\displaystyle \mathbf {T} ^{T}\mathbf {\bar {T}} <\mathbf {E} _{p}};
- отыскиваем матрицу {\displaystyle \mathbf {A} _{0}^{(p,\,p)}} с условием {\displaystyle (\mathbf {A} _{0}^{-1})^{T}({\overline {A^{-1}}})=\mathbf {E} _{p}-\mathbf {T} ^{T}\mathbf {\bar {T}} }, в итоге произвольная матрица {\displaystyle \mathbf {A} ^{(p,\,p)}} с этим условием {\displaystyle (\mathbf {A} ^{-1})^{T}({\overline {A^{-1}}})=\mathbf {E} _{p}-\mathbf {T} ^{T}\mathbf {\bar {T}} } записывается как {\displaystyle \mathbf {A} _{0}\mathbf {O} }, где {\displaystyle \mathbf {O} ^{(p,\,p)}} — унитарная матрица, {\displaystyle \mathbf {O} ^{-1}=\mathbf {O} ^{*}=\mathbf {\bar {O}} ^{T}};
- наконец, задаём матрицу {\displaystyle \mathbf {G} } следующими равенствами:

{\displaystyle \mathbf {A} =\mathbf {A} _{0}\mathbf {O} }, {\displaystyle \,\,\mathbf {C} =\mathbf {T} \mathbf {A} =\mathbf {T} \mathbf {A} _{0}\mathbf {O} }, {\displaystyle \,\,\mathbf {D} =\mathbf {\bar {A}} =\mathbf {\bar {A}} _{0}\mathbf {\bar {O}} },
{\displaystyle \,\,\mathbf {B} =-\mathbf {\bar {C}} =-\mathbf {\bar {T}} \mathbf {\bar {A}} _{0}\mathbf {\bar {O}} }.
Последние равенства, определяющие матрицу {\displaystyle \mathbf {G} }, зависят только от двух произвольных матриц: унитарной {\displaystyle \mathbf {O} ^{(p,\,p)}}, имеющей {\displaystyle {\frac {p^{2}}{2}}} независимых комплексных элементов, и кососимметричной {\displaystyle \mathbf {T} ^{(p,\,p)}}, имеющей {\displaystyle {\frac {p^{2}-p}{2}}} независимых комплексных элементов, откуда и получаем утверждение теоремы. □
Рассмотрим теперь произвольную матрицу из {\displaystyle 2p} строк и {\displaystyle p} столбцов
{\displaystyle \mathbf {U} ={\begin{pmatrix}\mathbf {V} ^{(p,\,p)}\\\mathbf {W} ^{(p,\,p)}\end{pmatrix}}={\begin{pmatrix}\mathbf {V} \\\mathbf {W} \end{pmatrix}}}
такую, что квадратные матрицы размера {\displaystyle p} {\displaystyle \mathbf {U} ^{T}\mathbf {H} \mathbf {\bar {U}} >0} (то есть все элементы матрицы больше нуля) и {\displaystyle \mathbf {U} ^{T}\mathbf {K} \mathbf {U} =\mathbf {0} }. Другими словами, {\displaystyle \mathbf {V} ^{(p,\,p)}} — произвольная матрица, а {\displaystyle \mathbf {W} ^{(p,\,p)}} — произвольная матрица такая, что выполняются соотношения {\displaystyle \mathbf {W} ^{T}\mathbf {\bar {W}} >\mathbf {V} ^{T}\mathbf {\bar {V}} } и {\displaystyle \mathbf {V} ^{T}\mathbf {W} =-\mathbf {W} ^{T}\mathbf {V} }.
Биекция {\displaystyle \mathbf {U} \to \mathbf {GU} } переводит множество матриц {\displaystyle \mathbf {U} } в себя, то есть сохраняет множества {\displaystyle \mathbf {U} ^{T}\mathbf {H} \mathbf {\bar {U}} } и {\displaystyle \mathbf {U} ^{T}\mathbf {K} \mathbf {U} }.

Предложение 3 (о существовании области {\displaystyle \mathbf {Z} ^{T}\mathbf {\bar {Z}} <\mathbf {E} }, {\displaystyle \mathbf {Z} ^{T}=-\mathbf {Z} }). В пространстве {\displaystyle M_{p,\,p}} комплексных матриц размера {\displaystyle p\times p} множество матриц {\displaystyle \mathbf {Z} ^{(p,\,p)}=\mathbf {V} \mathbf {W} ^{-1}} образует область {\displaystyle \mathbf {Z} ^{T}\mathbf {\bar {Z}} <\mathbf {E} }, {\displaystyle \mathbf {Z} ^{T}=-\mathbf {Z} }.
Доказательство. Любая матрица {\displaystyle \mathbf {W} } невырождена и имеет обратную, следовательно, ограничения матриц {\displaystyle \mathbf {V} } и {\displaystyle \mathbf {W} } принимают следующий вид:
{\displaystyle (\mathbf {V} \mathbf {W} ^{-1})^{T}({\overline {\mathbf {V} W^{-1}}})<\mathbf {E} _{p}}, {\displaystyle \,\,(\mathbf {V} \mathbf {W} ^{-1})^{T}=-\mathbf {V} W^{-1}},
то есть {\displaystyle \mathbf {Z} ^{T}\mathbf {\bar {Z}} <\mathbf {E} }, или {\displaystyle {\overline {\mathbf {Z} ^{T}}}\mathbf {\bar {\bar {Z}}} =\mathbf {Z} ^{*}\mathbf {Z} <\mathbf {E} }, и {\displaystyle \mathbf {Z} ^{T}=-\mathbf {Z} }. □

Предложение 4 (о выполнении условия (s¹)). Множество всех матриц {\displaystyle \mathbf {Z} ^{(p,\,p)}}, удовлетворяющих условиям {\displaystyle \mathbf {Z} ^{T}\mathbf {\bar {Z}} <\mathbf {E} _{p}} и {\displaystyle \mathbf {Z} ^{T}=-\mathbf {Z} }, есть ограниченная область в комплексном пространстве размерности {\displaystyle {\frac {p(p-1)}{2}}}, {\displaystyle p\geqslant 2}.
Доказательство. Первое условие {\displaystyle \mathbf {Z} ^{T}\mathbf {\bar {Z}} <\mathbf {E} _{p}} говорит об ограниченности области, второе условие {\displaystyle \mathbf {Z} ^{T}=-\mathbf {Z} } делает матрицы {\displaystyle \mathbf {Z} } кососимметричными, поэтому независимы только элементы выше главной диагонали (или ниже) в следующем количестве:
{\displaystyle {\frac {p^{2}-p}{2}}={\frac {p(p-1)}{2}}}. □
Предложение 5. Область {\displaystyle \mathbf {Z} ^{T}\mathbf {\bar {Z}} <\mathbf {E} _{p}}, {\displaystyle \mathbf {Z} ^{T}=-\mathbf {Z} } инвариантна относительно группы следующих дробно-линейных преобразований:
{\displaystyle \mathbf {Z} \to (\mathbf {A} \mathbf {Z} +\mathbf {B} )(\mathbf {C} \mathbf {Z} +\mathbf {D} )^{-1}},
где
{\displaystyle \mathbf {A} =\mathbf {A} _{0}\mathbf {O} }, {\displaystyle \,\,\mathbf {C} =\mathbf {T} \mathbf {A} =\mathbf {T} \mathbf {A} _{0}\mathbf {O} }, {\displaystyle \,\,\mathbf {D} =\mathbf {\bar {A}} =\mathbf {\bar {A}} _{0}\mathbf {\bar {O}} },
{\displaystyle \,\,\mathbf {B} =-\mathbf {\bar {C}} =-\mathbf {\bar {T}} \mathbf {\bar {A}} _{0}\mathbf {\bar {O}} }.
Предложение 6. Как и в случае симметрических областей типа I группа дробно-линейных преобразований
{\displaystyle \mathbf {Z} \to (\mathbf {A} \mathbf {Z} +\mathbf {B} )(\mathbf {C} \mathbf {Z} +\mathbf {D} )^{-1}}
зависит меньше чем от {\displaystyle p(2p-1)} вещественных параметров, которые имеет группа матриц {\displaystyle \mathbf {G} }, причём разница зависит от {\displaystyle p}.
Доказательство. Например, при значении {\displaystyle p=2} разница числа параметров составляет 3, поскольку трёхпараметрическая подгруппа группы матриц {\displaystyle \mathbf {G} } с условиями
{\displaystyle \mathbf {A} =\mathbf {\bar {D}} ={\begin{pmatrix}a&b\\-{\bar {b}}&{\bar {a}}\end{pmatrix}}}, {\displaystyle \,\,\mathbf {B} =\mathbf {C} =\mathbf {0} }, {\displaystyle \,\,a{\bar {a}}+b{\bar {b}}=1}
переходит в тождественной преобразование.
Предложение 7 (о выполнении условия (s²)). Группа дробно-линейных преобразований
{\displaystyle \mathbf {Z} \to (\mathbf {A} \mathbf {Z} +\mathbf {B} )(\mathbf {C} \mathbf {Z} +\mathbf {D} )^{-1}}
транзитивна в области
{\displaystyle \mathbf {Z} ^{T}\mathbf {\bar {Z}} <\mathbf {E} _{q}}, {\displaystyle \,\,\mathbf {Z} ^{T}=-\mathbf {Z} },
то есть эта область однородна.
Предложение 8. Группа дробно-линейных преобразований
{\displaystyle \mathbf {Z} \to (\mathbf {A} \mathbf {Z} +\mathbf {B} )(\mathbf {C} \mathbf {Z} +\mathbf {D} )^{-1}}
включает преобразование
{\displaystyle \mathbf {Z} \to e^{i\theta }\mathbf {Z} },
получаемое, когда
{\displaystyle \mathbf {A} =e^{i{\frac {\theta }{2}}}\mathbf {E} _{p},\,\,} {\displaystyle \mathbf {B} =\mathbf {C} =0,\,\,}{\displaystyle \mathbf {D} =e^{-i{\frac {\theta }{2}}}\mathbf {E} _{p},}
где {\displaystyle \theta \in \mathbb {R} }.
Следствие 1 (о выполнении условия (s³). Эта группа дробно-линейных преобразований включает преобразование {\displaystyle \mathbf {Z} \to -\mathbf {Z} } — инволюцию с единственной неподвижной матрицей {\displaystyle \mathbf {Z} =\mathbf {0} }.
В итоге получили, что построенная область симметрична.
Предложение 9. Группа дробно-линейных преобразований
{\displaystyle \mathbf {Z} \to (\mathbf {A} \mathbf {Z} +\mathbf {B} )(\mathbf {C} \mathbf {Z} +\mathbf {D} )^{-1}}
есть полная группа голоморфных автоморфизмов области {\displaystyle \mathbf {Z} ^{T}\mathbf {\bar {Z}} <\mathbf {E} _{q}}, {\displaystyle \mathbf {Z} ^{T}=-\mathbf {Z} }.

### Неприводимые симметрические области типа III
В обозначениях описания области типа I пусть, в отличие от области типа II, просто {\displaystyle p=q} и введём подгруппу той группы комплексных линейных преобразований {\displaystyle m} комплексных переменных, которая использовалась при описании области типа I, но другую, чем для области типа II, а именно: пусть линейные преобразования не меняют не только эрмитову форму
{\displaystyle -|t_{1}|^{2}-\cdots -|t_{p}|^{2}+|t_{p+1}|^{2}+\cdots +|t_{2p}|^{2}=(\mathbf {t} ,\,\mathbf {H} \mathbf {\bar {t}} )=\mathbf {t} ^{T}\mathbf {H} \mathbf {\bar {t}} ,}
где
{\displaystyle \mathbf {t} ={\begin{pmatrix}t_{1}\\\vdots \\t_{2p}\end{pmatrix}},\quad } {\displaystyle \mathbf {t} ^{T}={\begin{pmatrix}t_{1}\cdots t_{2p}\end{pmatrix}},\quad } {\displaystyle \mathbf {H} ={\begin{pmatrix}-\mathbf {E} _{p}&0\\0&\mathbf {E} _{p}\end{pmatrix}},}
{\displaystyle \mathbf {E} _{p}} — единичная матрица размера {\displaystyle p},
но линейные преобразования также не меняют следующую билинейную форму:
{\displaystyle (t_{1}u_{p+1}-u_{1}t_{p+1})+\cdots +(t_{p}u_{2p}-u_{p}t_{2p})=(\mathbf {t} ,\,\mathbf {J} \mathbf {u} )=\mathbf {t} ^{T}\mathbf {J} \mathbf {u} ,}
где
{\displaystyle \mathbf {J} ={\begin{pmatrix}0&\mathbf {E} _{p}\\-\mathbf {E} _{p}&0\end{pmatrix}}}.
Другими словами, будем рассматривать группу комплексных линейных преобразований с квадратной матрицей {\displaystyle \mathbf {G} }, то есть группу комплексных линейных преобразований пространства {\displaystyle M_{2p}} квадратных комплексных матриц размера {\displaystyle (2p)\times (2p)}, отвечающей следующим двум равенствам:
{\displaystyle \mathbf {G} ^{T}\mathbf {H} \mathbf {\bar {G}} =\mathbf {H} }, {\displaystyle \quad \mathbf {G} ^{T}\mathbf {J} \mathbf {G} =\mathbf {J} }.
Предложение 1. Условия
{\displaystyle \mathbf {G} ^{T}\mathbf {H} \mathbf {\bar {G}} =\mathbf {H} }, {\displaystyle \quad \mathbf {G} ^{T}\mathbf {J} \mathbf {G} =\mathbf {J} },
которые наложены на матрицу {\displaystyle \mathbf {G} }, эквивалентны уcловиям
{\displaystyle \mathbf {G} ^{T}\mathbf {H} \mathbf {\bar {G}} =\mathbf {H} }, {\displaystyle \quad \mathbf {K} \mathbf {\bar {G}} =\mathbf {G} \mathbf {K} },
где матрица {\displaystyle \mathbf {K} } имеет следующий вид:
{\displaystyle \mathbf {K} ={\begin{pmatrix}0&\mathbf {E} _{p}\\\mathbf {E} _{p}&0\end{pmatrix}}}.
Доказательство. Из того, что
{\displaystyle \mathbf {K} =-\mathbf {J} ^{-1}\mathbf {H} } и {\displaystyle \mathbf {J} =-\mathbf {H} \mathbf {K} ^{-1}},
и следует утверждение предложения. □
Обозначим
{\displaystyle \mathbf {G} =\mathbf {G} ^{(p,\,p)}={\begin{pmatrix}\mathbf {A} ^{(p,\,p)}&\mathbf {B} ^{(p,\,p)}\\\mathbf {C} ^{(p,\,p)}&\mathbf {D} ^{(p,\,p)}\end{pmatrix}}={\begin{pmatrix}\mathbf {A} &\mathbf {B} \\\mathbf {C} &\mathbf {D} \end{pmatrix}}},
тогда имеем, что условие {\displaystyle \mathbf {G} ^{T}\mathbf {H} \mathbf {\bar {G}} =\mathbf {H} } равносильно равенствам
{\displaystyle \mathbf {A} ^{T}\mathbf {\bar {A}} -\mathbf {C} ^{T}\mathbf {\bar {C}} =\mathbf {E} _{p}=\mathbf {D} ^{T}\mathbf {\bar {D}} -\mathbf {B} ^{T}\mathbf {\bar {B}} ,\,\,} {\displaystyle \mathbf {A} ^{T}\mathbf {\bar {B}} =\mathbf {C} ^{T}\mathbf {\bar {D}} },
а второе условие {\displaystyle \mathbf {K} \mathbf {\bar {G}} =\mathbf {G} \mathbf {K} } — следующим равенствам:
{\displaystyle \mathbf {B} =\mathbf {\bar {C}} }, {\displaystyle \,\,\mathbf {D} =\mathbf {\bar {A}} }.
Отсюда находим, что соотношения
{\displaystyle \mathbf {G} ^{T}\mathbf {H} \mathbf {\bar {G}} =\mathbf {H} }, {\displaystyle \quad \mathbf {K} \mathbf {\bar {G}} =\mathbf {G} \mathbf {K} }
эквивалентны следующим:
{\displaystyle \mathbf {B} =\mathbf {\bar {C}} }, {\displaystyle \,\,\mathbf {D} =\mathbf {\bar {A}} }, {\displaystyle \,\,\mathbf {A} ^{T}\mathbf {\bar {A}} -\mathbf {C} ^{T}\mathbf {\bar {C}} =\mathbf {E} _{p}}, {\displaystyle \,\,\mathbf {A} ^{T}\mathbf {C} =\mathbf {C} ^{T}\mathbf {A} }.
Матрица {\displaystyle \mathbf {A} } невырождена, так как {\displaystyle \mathbf {A} ^{T}\mathbf {\bar {A}} =\mathbf {C} ^{T}\mathbf {\bar {C}} +\mathbf {E} _{p}>0}, поэтому окончательно получаем, что предыдущие условия равносильны следующим:
{\displaystyle \mathbf {B} =\mathbf {\bar {C}} }, {\displaystyle \,\,\mathbf {D} =\mathbf {\bar {A}} }, {\displaystyle \,\,\mathbf {E} _{p}-(\mathbf {C} \mathbf {A} ^{-1})^{T}({\overline {\mathbf {C} \mathbf {A} ^{-1}}})=(\mathbf {A} ^{-1})^{T}({\overline {\mathbf {A} ^{-1}}})},
{\displaystyle \,\,\mathbf {C} \mathbf {A} ^{-1}=(\mathbf {C} \mathbf {A} ^{-1})^{T}}.

Предложение 2. Количество вещественных параметров группы, образованной матрицами {\displaystyle \mathbf {G} }, равно следующей величине:
{\displaystyle p^{2}+p(p+1)=p(2p+1)}.
Доказательство. Наиболее общая матрица {\displaystyle \mathbf {G} } конструируется следующим алгоритмом:
- фиксируем произвольную симметричную матрицу {\displaystyle \mathbf {T} ^{(p,\,p)}}, {\displaystyle \mathbf {T} ^{T}=\mathbf {T} }, с условием {\displaystyle \mathbf {T} ^{T}\mathbf {\bar {T}} <\mathbf {E} _{p}};
- отыскиваем матрицу {\displaystyle \mathbf {A} _{0}^{(p,\,p)}} с условием {\displaystyle (\mathbf {A} _{0}^{-1})^{T}({\overline {A_{0}^{-1}}})=\mathbf {E} _{p}-\mathbf {T} ^{T}\mathbf {\bar {T}} }, в итоге произвольная матрица {\displaystyle \mathbf {A} ^{(p,\,p)}} с этим условием {\displaystyle (\mathbf {A} ^{-1})^{T}({\overline {A^{-1}}})=\mathbf {E} _{p}-\mathbf {T} ^{T}\mathbf {\bar {T}} } записывается как {\displaystyle \mathbf {A} _{0}\mathbf {O} }, где {\displaystyle \mathbf {O} ^{(p,\,p)}} — унитарная матрица, {\displaystyle \mathbf {O} ^{-1}=\mathbf {O} ^{*}=\mathbf {\bar {O}} ^{T}};
- наконец, задаём матрицу {\displaystyle \mathbf {G} } следующими равенствами:

{\displaystyle \mathbf {A} =\mathbf {A} _{0}\mathbf {O} }, {\displaystyle \,\,\mathbf {C} =\mathbf {T} \mathbf {A} =\mathbf {T} \mathbf {A} _{0}\mathbf {O} }, {\displaystyle \,\,\mathbf {D} =\mathbf {\bar {A}} =\mathbf {\bar {A}} _{0}\mathbf {\bar {O}} },
{\displaystyle \,\,\mathbf {B} =\mathbf {\bar {C}} =\mathbf {\bar {T}} \mathbf {\bar {A}} _{0}\mathbf {\bar {O}} }.
Последние равенства, определяющие матрицу {\displaystyle \mathbf {G} }, зависят только от двух произвольных матриц: унитарной {\displaystyle \mathbf {O} ^{(p,\,p)}}, имеющей {\displaystyle {\frac {p^{2}}{2}}} независимых комплексных элементов, и симметричной {\displaystyle \mathbf {T} ^{(p,\,p)}}, имеющей {\displaystyle {\frac {p^{2}-p}{2}}+p} независимых комплексных элементов, откуда и получаем утверждение теоремы. □
Рассмотрим теперь произвольную матрицу из {\displaystyle 2p} строк и {\displaystyle p} столбцов
{\displaystyle \mathbf {U} ={\begin{pmatrix}\mathbf {V} ^{(p,\,p)}\\\mathbf {W} ^{(p,\,p)}\end{pmatrix}}={\begin{pmatrix}\mathbf {V} \\\mathbf {W} \end{pmatrix}}}
такую, что квадратные матрицы размера {\displaystyle p} {\displaystyle \mathbf {U} ^{T}\mathbf {H} \mathbf {\bar {U}} >0} (то есть все элементы матрицы больше нуля) и {\displaystyle \mathbf {U} ^{T}\mathbf {J} \mathbf {U} =\mathbf {0} }. Другими словами, {\displaystyle \mathbf {V} ^{(p,\,p)}} — произвольная матрица, а {\displaystyle \mathbf {W} ^{(p,\,p)}} — произвольная матрица такая, что выполняются соотношения {\displaystyle \mathbf {W} ^{T}\mathbf {\bar {W}} >\mathbf {V} ^{T}\mathbf {\bar {V}} } и {\displaystyle \mathbf {V} ^{T}\mathbf {W} =\mathbf {W} ^{T}\mathbf {V} }.
Биекция {\displaystyle \mathbf {U} \to \mathbf {GU} } переводит множество матриц {\displaystyle \mathbf {U} } в себя, то есть сохраняет множества {\displaystyle \mathbf {U} ^{T}\mathbf {H} \mathbf {\bar {U}} } и {\displaystyle \mathbf {U} ^{T}\mathbf {J} \mathbf {U} }.

Предложение 3 (о существовании области {\displaystyle \mathbf {Z} ^{T}\mathbf {\bar {Z}} <\mathbf {E} }, {\displaystyle \mathbf {Z} ^{T}=\mathbf {Z} }). В пространстве {\displaystyle M_{p,\,p}} комплексных матриц размера {\displaystyle p\times p} множество матриц {\displaystyle \mathbf {Z} ^{(p,\,p)}=\mathbf {V} \mathbf {W} ^{-1}} образует область {\displaystyle \mathbf {Z} ^{T}\mathbf {\bar {Z}} <\mathbf {E} }, {\displaystyle \mathbf {Z} ^{T}=\mathbf {Z} }.
Доказательство. Любая матрица {\displaystyle \mathbf {W} } невырождена и имеет обратную, следовательно, ограничения матриц {\displaystyle \mathbf {V} } и {\displaystyle \mathbf {W} } принимают следующий вид:
{\displaystyle (\mathbf {V} \mathbf {W} ^{-1})^{T}({\overline {\mathbf {V} W^{-1}}})<\mathbf {E} _{p}}, {\displaystyle \,\,(\mathbf {V} \mathbf {W} ^{-1})^{T}=\mathbf {V} W^{-1}},
то есть {\displaystyle \mathbf {Z} ^{T}\mathbf {\bar {Z}} <\mathbf {E} }, или {\displaystyle {\overline {\mathbf {Z} ^{T}}}\mathbf {\bar {\bar {Z}}} =\mathbf {Z} ^{*}\mathbf {Z} <\mathbf {E} }, и {\displaystyle \mathbf {Z} ^{T}=\mathbf {Z} }. □

Предложение 4 (о выполнении условия (s¹)). Множество всех матриц {\displaystyle \mathbf {Z} ^{(p,\,p)}}, удовлетворяющих условиям {\displaystyle \mathbf {Z} ^{T}\mathbf {\bar {Z}} <\mathbf {E} _{p}} и {\displaystyle \mathbf {Z} ^{T}=\mathbf {Z} }, есть ограниченная область в комплексном пространстве размерности {\displaystyle {\frac {p(p+1)}{2}}}.
Доказательство. Первое условие {\displaystyle \mathbf {Z} ^{T}\mathbf {\bar {Z}} <\mathbf {E} _{p}} говорит об ограниченности области, второе условие {\displaystyle \mathbf {Z} ^{T}=\mathbf {Z} } делает матрицы {\displaystyle \mathbf {Z} } симметричными, поэтому независимы только элементы главной диагонали и элементы выше неё (или ниже) в следующем количестве:
{\displaystyle p+{\frac {p^{2}-p}{2}}={\frac {p(p+1)}{2}}}. □
Предложение 5. Область {\displaystyle \mathbf {Z} ^{T}\mathbf {\bar {Z}} <\mathbf {E} _{p}}, {\displaystyle \mathbf {Z} ^{T}=\mathbf {Z} } инвариантна относительно группы следующих дробно-линейных преобразований:
{\displaystyle \mathbf {Z} \to (\mathbf {A} \mathbf {Z} +\mathbf {B} )(\mathbf {C} \mathbf {Z} +\mathbf {D} )^{-1}},
где
{\displaystyle \mathbf {A} =\mathbf {A} _{0}\mathbf {O} }, {\displaystyle \,\,\mathbf {C} =\mathbf {T} \mathbf {A} =\mathbf {T} \mathbf {A} _{0}\mathbf {O} }, {\displaystyle \,\,\mathbf {D} =\mathbf {\bar {A}} =\mathbf {\bar {A}} _{0}\mathbf {\bar {O}} },
{\displaystyle \,\,\mathbf {B} =\mathbf {\bar {C}} =\mathbf {\bar {T}} \mathbf {\bar {A}} _{0}\mathbf {\bar {O}} }.
Предложение 6. Группа дробно-линейных преобразований
{\displaystyle \mathbf {Z} \to (\mathbf {A} \mathbf {Z} +\mathbf {B} )(\mathbf {C} \mathbf {Z} +\mathbf {D} )^{-1}}
зависит от {\displaystyle p(2p+1)} вещественных параметров, столько же имеет и группа матриц {\displaystyle \mathbf {G} }.
Доказательство. В тождественное преобразование переходят из матриц {\displaystyle \mathbf {G} } только две матрицы: {\displaystyle \pm \mathbf {E} _{2p}}.
Предложение 7 (о выполнении условия (s²)). Группа дробно-линейных преобразований
{\displaystyle \mathbf {Z} \to (\mathbf {A} \mathbf {Z} +\mathbf {B} )(\mathbf {C} \mathbf {Z} +\mathbf {D} )^{-1}}
транзитивна в области
{\displaystyle \mathbf {Z} ^{T}\mathbf {\bar {Z}} <\mathbf {E} _{q}}, {\displaystyle \,\,\mathbf {Z} ^{T}=\mathbf {Z} },
то есть эта область однородна.
Предложение 8. Группа дробно-линейных преобразований
{\displaystyle \mathbf {Z} \to (\mathbf {A} \mathbf {Z} +\mathbf {B} )(\mathbf {C} \mathbf {Z} +\mathbf {D} )^{-1}}
включает преобразование
{\displaystyle \mathbf {Z} \to e^{i\theta }\mathbf {Z} },
получаемое, когда
{\displaystyle \mathbf {A} =e^{i{\frac {\theta }{2}}}\mathbf {E} _{p},\,\,} {\displaystyle \mathbf {B} =\mathbf {C} =0,\,\,}{\displaystyle \mathbf {D} =e^{-i{\frac {\theta }{2}}}\mathbf {E} _{p},}
где {\displaystyle \theta \in \mathbb {R} }.
Следствие 1 (о выполнении условия (s³). Эта группа дробно-линейных преобразований включает преобразование {\displaystyle \mathbf {Z} \to -\mathbf {Z} } — инволюцию с единственной неподвижной матрицей {\displaystyle \mathbf {Z} =\mathbf {0} }.
Предложение 9. Группа дробно-линейных преобразований
{\displaystyle \mathbf {Z} \to (\mathbf {A} \mathbf {Z} +\mathbf {B} )(\mathbf {C} \mathbf {Z} +\mathbf {D} )^{-1}}
есть полная группа голоморфных автоморфизмов области {\displaystyle \mathbf {Z} ^{T}\mathbf {\bar {Z}} <\mathbf {E} _{q}}, {\displaystyle \mathbf {Z} ^{T}=\mathbf {Z} }.

### Неприводимые симметрические области типа IV
Обозначим через {\displaystyle p} натуральное число. Будем рассматривать группу линейных преобразований с вещественными коэффициентами {\displaystyle p+2} комплексных переменных, которые не меняют квадратичную форму
{\displaystyle -t_{1}^{2}-\cdots -t_{p}^{2}+t_{p+1}^{2}+t_{p+2}^{2}=(\mathbf {t} ,\,\mathbf {H} \mathbf {t} )=\mathbf {t} ^{T}\mathbf {H} \mathbf {t} ,}
где
{\displaystyle \mathbf {t} ={\begin{pmatrix}t_{1}\\\vdots \\t_{p+2}\end{pmatrix}},\quad } {\displaystyle \mathbf {t} ^{T}={\begin{pmatrix}t_{1}\cdots t_{p+2}\end{pmatrix}},\quad } {\displaystyle \mathbf {H} ={\begin{pmatrix}-\mathbf {E} _{p}&0\\0&\mathbf {E} _{2}\end{pmatrix}},}
{\displaystyle \mathbf {E} _{p}}, {\displaystyle \mathbf {E} _{2}} — единичные матрицы соответственно размеров {\displaystyle p} и {\displaystyle 2}.
Другими словами, будем рассматривать группу линейных преобразований {\displaystyle \Gamma } с квадратной матрицей {\displaystyle \mathbf {G} }, то есть группу линейных преобразований пространства {\displaystyle M_{p+2}} квадратных комплексных матриц размера {\displaystyle (p+2)\times (p+2)}, отвечающей равенствам
{\displaystyle \mathbf {G} =\mathbf {\bar {G}} }, {\displaystyle \,\,\mathbf {G} ^{T}\mathbf {H} \mathbf {G} =\mathbf {H} }
и зависящей от {\displaystyle {\frac {(p+1)(p+2)}{2}}} вещественных параметров: на {\displaystyle (p+2)^{2}} вещественных чисел матрицы {\displaystyle \mathbf {G} } накладываются ограничения в виде {\displaystyle {\frac {(p+2)(p+3)}{2}}} уравнений в силу симметричности вещественной матрицы {\displaystyle \mathbf {G} ^{T}\mathbf {H} \mathbf {G} }.
В {\displaystyle (p+2)}-мерном комплексном пространстве рассмотрим взаимно-однозначные отображения {\displaystyle \mathbf {t} \to \mathbf {G} \mathbf {t} }. Множество точек {\displaystyle M_{t}} этого пространства, которое определяется двумя условиями
{\displaystyle \mathbf {t} ^{T}\mathbf {H} \mathbf {t} =-t_{1}^{2}-\cdots -t_{p}^{2}+t_{p+1}^{2}+t_{p+2}^{2}=0},
{\displaystyle \mathbf {t} ^{T}\mathbf {H} \mathbf {\bar {t}} =-|t_{1}|^{2}-\cdots -|t_{p}|^{2}+|t_{p+1}|^{2}+|t_{p+2}|^{2}>0},
переходит само в себя при этих преобразованиях {\displaystyle \mathbf {t} \to \mathbf {G} \mathbf {t} }.
Предложение 1. {\displaystyle \operatorname {Im} {\frac {t_{p+1}}{t_{p+2}}}\neq 0}.
Доказательство. Числа {\displaystyle t_{p+1}} и {\displaystyle t_{p+2}} обладают двумя свойствами: они оба не равны нулю и не принадлежат никакой прямой, которая проходит через начало координат. В противном случае
{\displaystyle |t_{p+1}^{2}+t_{p+2}^{2}|=|t_{p+1}|^{2}+|t_{p+2}|^{2}},
{\displaystyle |t_{1}^{2}+\cdots +t_{p}^{2}|>|t_{1}|^{2}+\cdots +|t_{p}|^{2}},
что противоречит неравенству треугольника. □
Предложение 2. Все линейные преобразования группы {\displaystyle \Gamma }, которые сохраняют знак числа {\displaystyle \operatorname {Im} {\frac {t_{p+1}}{t_{p+2}}}}, образуют подгруппу {\displaystyle \Gamma _{s}} индекса 2.
Доказательство. Точечное множество {\displaystyle M_{t}} есть объединение двух непересекающихся подмножеств, каждое из которых содержит точки только с определенным знаком {\displaystyle \operatorname {Im} {\frac {t_{p+1}}{t_{p+2}}}}. Преобразования группы {\displaystyle \Gamma } либо сохраняют знак {\displaystyle \operatorname {Im} {\frac {t_{p+1}}{t_{p+2}}}} для всех точек {\displaystyle M_{t}}, либо для всех точек изменяют его на противоположный. □
Рассмотрим подгруппу {\displaystyle \Gamma _{s}} и новое множество точек {\displaystyle M_{t}^{+}}, которое задаётся следующими условиями:
{\displaystyle \mathbf {t} ^{T}\mathbf {H} \mathbf {t} =-t_{1}^{2}-\cdots -t_{p}^{2}+t_{p+1}^{2}+t_{p+2}^{2}=0},
{\displaystyle \mathbf {t} ^{T}\mathbf {H} \mathbf {\bar {t}} =-|t_{1}|^{2}-\cdots -|t_{p}|^{2}+|t_{p+1}|^{2}+|t_{p+2}|^{2}>0},
{\displaystyle \operatorname {Im} {\frac {t_{p+1}}{t_{p+2}}}>0}.

Предложение 3 (о выполнении условия (s¹)). Переход к неоднородным координатам переводит множество {\displaystyle M_{t}^{+}} в ограниченную область
{\displaystyle \sum _{k=1}^{p}|z_{k}|^{2}<{\frac {1}{2}}\left(1+\left|\sum _{k=1}^{p}z_{k}^{2}\right|^{2}\right)<1}
в {\displaystyle p}-мерном комплексном пространстве.
Доказательство. Разделим первое условие определения множества {\displaystyle M_{t}^{+}} на {\displaystyle (t_{p+1}+it_{p+2})^{2}}, получим:
{\displaystyle \left({\frac {t_{1}^{2}}{t_{p+1}+it_{p+2}}}\right)^{2}+\cdots +\left({\frac {t_{p}^{2}}{t_{p+1}+it_{p+2}}}\right)^{2}={\frac {t_{p+1}-it_{p+2}}{t_{p+1}+it_{p+2}}}}.
Разделим второе условие определения множества {\displaystyle M_{t}^{+}} на {\displaystyle |t_{p+1}+it_{p+2}|^{2}}, при учёте того, что
{\displaystyle {\frac {|t_{p+1}|^{2}+|t_{p+2}|^{2}}{|t_{p+1}+it_{p+2}|^{2}}}={\frac {|t_{p+1}-it_{p+2}|^{2}+|t_{p+1}+it_{p+2}|^{2}}{2|t_{p+1}+it_{p+2}|^{2}}}},
получим:
{\displaystyle \left|{\frac {t_{1}}{t_{p+1}+it_{p+2}}}\right|^{2}+\cdots +\left|{\frac {t_{p}}{t_{p+1}+it_{p+2}}}\right|^{2}<}
{\displaystyle {}<{\frac {1}{2}}\left(1+\left|{\frac {t_{p+1}-it_{p+2}}{t_{p+1}+it_{p+2}}}\right|^{2}\right)}.
Третье условие, согласно формуле деления комплексных чисел, равносильно
{\displaystyle \operatorname {Im} t_{p+1}\operatorname {Re} t_{p+2}-\operatorname {Re} t_{p+1}\operatorname {Im} t_{p+2}>0},
откуда получаем следующее неравенство:
{\displaystyle \left|{\frac {t_{p+1}-it_{p+2}}{t_{p+1}+it_{p+2}}}\right|<1}.
Итак, при
{\displaystyle z_{k}={\frac {t_{k}}{t_{p+1}+it_{p+2}}},\quad } {\displaystyle k=1,\,\dots ,\,p,}
множество {\displaystyle M_{t}^{+}} перейдёт в ограниченную область
{\displaystyle |z_{1}|^{2}+\dots |z_{p}|^{2}<{\frac {1}{2}}(1+|z_{1}^{2}+\dots z_{p}^{2}|^{2})<1},
а группа линейных преобразований — в группу с {\displaystyle {\frac {(p+1)(p+2)}{2}}} вещественными параметрами дробно-линейных преобразований этой области на себя. □
Предложение 4 (о выполнении условия (s²)). Указанная выше группа дробно-линейных преобразований транзитивна в указанной области, то есть эта область однородна.
Предложение 5 (о выполнении условия (s³). Пусть {\displaystyle \mathbf {G} =\mathbf {H} }, тогда имеем преобразование {\displaystyle z\to -z} — инволюцию с единственной неподвижной точкой {\displaystyle z=0}.
В итоге получили, что построенная область симметрична.

### Совпадение симметрических областей
Оказывается, что симметрическая область типа IV при {\displaystyle p=2} приводима. С другой стороны, все остальные симметрические области четырёх типов неприводимы, но среди них имеются одинаковые области:
- для типа I перемена местами {\displaystyle p} и {\displaystyle q} не меняет области;
- единичный круг на плоскости получается:

- в типе I при {\displaystyle p=q=1},
- в типе II при {\displaystyle p=2},
- в типе III при {\displaystyle p=1},
- в типе IV при {\displaystyle p=1};

- тип I при {\displaystyle p=3}, {\displaystyle q=1} совпадает с типом II при {\displaystyle p=3};
- тип I при {\displaystyle p=q=2} совпадает с типом IV при {\displaystyle p=4};
- тип III при {\displaystyle p=2} совпадает с типом IV при {\displaystyle p=3}.

В итоге различные неприводимые области получатся, если потребовать:
- для типа I: {\displaystyle p\geqslant q},
- для типа II: {\displaystyle p\geqslant 4},
- для типа III: {\displaystyle p\geqslant 2},
- для типа IV: {\displaystyle p\geqslant 5}.

Таким образом, для {\displaystyle n}-мерного комплексного пространства число {\displaystyle \psi (n)} классов неприводимых симметрических областей равно общему количеству разбиений числа {\displaystyle n} одним из следующих шести способов:
{\displaystyle n=pq}, {\displaystyle \,p\geqslant q}; {\displaystyle \quad n={\frac {1}{2}}p(p-1)}, {\displaystyle \,p\geqslant 4};
{\displaystyle n={\frac {1}{2}}p(p+1)}, {\displaystyle \,p\geqslant 2}; {\displaystyle \quad n=p}, {\displaystyle \,p\geqslant 5};
{\displaystyle n=16}; {\displaystyle \quad n=27}.
Все эти неприводимые области топологически, но не аналитически, эквивалентны комплексному пространству {\displaystyle n} измерений.
Чтобы построить все ограниченные симметрические области {\displaystyle n}-мерного комплексного пространства, нужно перебрать все прямые произведения неприводимых областей, составляющие {\displaystyle n}-мерную область. Следовательно, производящая функция для числа {\displaystyle \Psi (n)} классов всех ограниченных симметрических областей (как приводимых, так и неприводимых) {\displaystyle n}-мерного комплексного пространства имеет следующий вид:
{\displaystyle {\frac {1}{\prod _{n=1}^{\infty }(1-x^{n})^{\psi (n)}}}}.
Методом Харди и Рамануджана можно показать, что функция {\displaystyle \Psi (n)} выражается через «o» малое {\displaystyle o} и дзета-функцию Римана {\displaystyle \zeta }:
{\displaystyle \Psi (n)=\exp \left((1+o(1)){\sqrt {\zeta (3)n\ln n}}\right)}.

## Неограниченные симметрические области
Тип I. Одна из разновидностей области Зигеля первого рода: множество комплексных квадратных матриц {\displaystyle \mathbf {Z} =\mathbf {X} +i\mathbf {Y} } порядка {\displaystyle p}, где {\displaystyle \mathbf {X} } — произвольная эрмитова, а {\displaystyle \mathbf {Y} } — положительно определённая эрмитова матрица. Эта область симметрическая с инволюцией {\displaystyle \mathbf {Z} \to -\mathbf {Z} ^{-1}} в точке {\displaystyle \mathbf {Z} =i\mathbf {E} }, она аналитически эквивалентна симметрической области типа I с условием {\displaystyle p=q}.

Тип II. Одна из разновидностей области Зигеля первого рода: множество комплексных квадратных матриц {\displaystyle \mathbf {Z} =\mathbf {X} +i\mathbf {Y} } порядка {\displaystyle 2p}, где
{\displaystyle \mathbf {X} \mathbf {J} =\mathbf {J} {\bar {\mathbf {X} }}}, {\displaystyle \quad \mathbf {X} ^{*}=\mathbf {X} }, {\displaystyle \quad \mathbf {Y} \mathbf {J} =\mathbf {J} {\bar {\mathbf {Y} }}}, {\displaystyle \quad \mathbf {Y} ^{*}=\mathbf {Y} }, {\displaystyle \quad \mathbf {Y} >0},
{\displaystyle \mathbf {J} ={\begin{pmatrix}\mathbf {j} &0&\cdots &0\\0&\mathbf {j} &\cdots &0\\\vdots &\vdots &\ddots &\vdots \\0&0&\cdots &\mathbf {j} \end{pmatrix}}}, {\displaystyle \quad \mathbf {j} ={\begin{pmatrix}0&1\\-1&0\end{pmatrix}}},
другими словами, {\displaystyle \mathbf {Z} \mathbf {J} =\mathbf {J} {\bar {\mathbf {Z} }}} и матрица {\displaystyle {\frac {1}{i}}(\mathbf {Z} -\mathbf {Z} ^{*})}
положительно определена. Эта область симметрическая с инволюцией {\displaystyle \mathbf {Z} \to -\mathbf {Z} ^{-1}} в точке {\displaystyle \mathbf {Z} =i\mathbf {E} }, она аналитически эквивалентна симметрической области типа II с чётным {\displaystyle p}.

Тип III. Одна из разновидностей области Зигеля первого рода: множество симметрических комплексных матриц {\displaystyle \mathbf {Z} =\mathbf {X} +i\mathbf {Y} } порядка {\displaystyle p}, где {\displaystyle \mathbf {X} } — произвольная вещественная симметрическая матрица, а {\displaystyle \mathbf {Y} } — вещественная симметрическая положительно определённая матрица. Эта область симметрическая с инволюцией {\displaystyle \mathbf {Z} \to -\mathbf {Z} ^{-1}} в точке {\displaystyle \mathbf {Z} =i\mathbf {E} }, она аналитически эквивалентна симметрической области типа III. Обычно её называют обобщённой верхней полуплоскостью Зигеля.

Тип IV. Одна из разновидностей области Зигеля первого рода:  множество всех точек {\displaystyle z=x+iy} комплексного пространства {\displaystyle \mathbb {C} ^{n}}, где {\displaystyle x} — произвольное, а {\displaystyle y} лежит на конусе. Эта область симметрическая с инволюцией
{\displaystyle z=(z_{1},\,z_{2},\,z_{3},\,\dots ,\,z_{n})\to \left({\frac {-z_{2}}{\lambda (z)}},\,{\frac {-z_{1}}{\lambda (z)}},\,{\frac {z_{3}}{\lambda (z)}},\,\dots ,\,{\frac {z_{n}}{\lambda (z)}}\right),}
{\displaystyle \lambda (z)=z_{1}z_{2}-z_{3}^{2}-\cdots -z_{n}^{2}}
в точке {\displaystyle z=(i,\,i,\,0,\,\dots ,\,0),}
она аналитически эквивалентна симметрической области типа IV.

## Примеры несимметрических однородных ограниченных областей
Несимметрических областей в некотором смысле больше, чем симметрических.
Пример 1. Простейшая несимметрическая однородная ограниченная (точнее, аналитически эквивалентная ограниченной) область — это область Зигеля первого рода в 4-мерном комплексном пространстве {\displaystyle \mathbb {C} ^{4}(z_{1},\,z_{2},\,z_{3},\,u)}, которая задана следующими неравенствами:
{\displaystyle \operatorname {Im} z_{1}-|u|^{2}>0}, {\displaystyle \quad (\operatorname {Im} z_{1}-|u|^{2})\operatorname {Im} z_{2}-(\operatorname {Im} z_{3})^{2}>0},
а остов этой области задан следующими уравнениями:
{\displaystyle \operatorname {Im} z_{1}-|u|^{2}=\operatorname {Im} z_{2}=\operatorname {Im} z_{3}=0}.
Пример 2. Другая простейшая несимметрическая однородная ограниченная (точнее, аналитически эквивалентная ограниченной) область — это область Зигеля первого рода в 5-мерном комплексном пространстве {\displaystyle \mathbb {C} ^{5}(z_{1},\,z_{2},\,z_{3},\,u_{1},\,u_{2})}, которая задана следующими неравенствами:
{\displaystyle \operatorname {Im} z_{1}-|u_{1}|^{2}>0},
{\displaystyle (\operatorname {Im} z_{1}-|u_{1}|^{2})(\operatorname {Im} z_{2}-|u_{2}|^{2})-(\operatorname {Im} z_{3}-\operatorname {Re} u_{1}{\bar {u}}_{2})^{2}>0},
а остов этой области задан следующими уравнениями:
{\displaystyle \operatorname {Im} z_{1}-|u_{1}|^{2}=\operatorname {Im} z_{2}-|u_{2}|^{2}=\operatorname {Im} z_{3}-\operatorname {Re} u_{1}{\bar {u}}_{2}=0}.

### Комментарии
1. 1 2  Имеется перевод на английский язык.
2. ↑  Эта теорема используется для доказательства симметричности областей.